# Arciom Wołkau
Arciom Leanidawicz Wołkau (błr. Арцём Леанідавіч Волкаў, ros. Артём Леонидович Волков – Artiom Leonidowicz Wołkow; ur. 28 stycznia 1985 w Nowopołocku) – białoruski hokeista, reprezentant Białorusi.

## Kariera klubowa
- HK Witebsk (2000-2001)
- Junost' Mińsk (2001-2009)
  -  Junior Mińsk (2003-2005)
- HK Homel (2009-2012)
- HK Szachcior Soligorsk (2012-2013)
- Junost' Mińsk (2013-2014)
  -  Dynama Mińsk (2014)
- Awangard Omsk (2014-2015)
- Junost' Mińsk (2015)
- HK Homel (2015-2016)
- Dynama Mińsk (2016-2019)
- HK Dynama Mołodeczno (2019-)

Występował w białoruskiej ekstralidze. Od grudnia 2014 do końca marca 2015 zawodnik Awangardu Omsk w lidze KHL. Od czerwca 2016 zawodnik Dynama Mińsk. W październiku 2019 przeszedł do HK Dynama Mołodeczno.

## Kariera reprezentacyjna
Występował w kadrach juniorskich kraju na turniejach mistrzostw świata do lat 18 w 2002, 2003 (Elita), do lat 20 w 2003 (Elita), 2004 (Dywizja I), 2005 (Elita). W kadrze seniorskiej uczestniczył w turniejach mistrzostw świata w 2007, 2014, 2015, 2017 (Elita).

## Sukcesy
Reprezentacyjne
- Awans do Elity MŚ Dywizji IA do lat 20: 2004

Klubowe
- Złoty medal mistrzostw Białorusi: 2004, 2005, 2006, 2009 z Junostią Mińsk
- Srebrny medal mistrzostw Białorusi: 2008, 2014 z Junostią Mińsk
- Brązowy medal mistrzostw Białorusi: 2007 z Junostią Mińsk, 2010, 2012 z HK Homel, 2013 z Szachciorem Soligorsk, 2016 z HK Homel
- Puchar Białorusi: 2004, 2009 z Junostią Mińsk, 2012 z HK Homel, 2014 z Junostią Mińsk
- Puchar Kontynentalny: 2007 z Junostią Mińsk

Indywidualne
- Mistrzostwa świata juniorów do lat 20 w 2004 Dywizji IB:
  - Pierwsze miejsce w klasyfikacji +/- turnieju: +8[5]

Wyróżnienia
- Najlepszy defensywny napastnik na Białorusi: 2008